# 華倫提努
瓦伦廷（100年—153年，Valentinus）是公元二世紀時諾斯底教派領導者之一，早年曾參選羅馬的主教失敗，受當時羅馬基督教正统派的排擠。瓦伦廷曾在羅馬創辦學校。